# Синдром Робена
Синдром Робе́на (аномалия Робена) — врождённый порок челюстно-лицевой области, характеризующийся тремя основными клиническими признаками: недоразвитием нижней челюсти (микрогенией), глоссоптозом (недоразвитием и западанием языка) и наличием расщелины нёба. Встречается на каждые 10—30 тыс. новорожденных.
Описан французским стоматологом Пьером Робеном (фр. Pierre Robin) (1867—1950)

## Этиологияипатогенез
Факторы возникновения и механизм развития не выяснены. Имеются указания на то, что в основе Робена синдрома лежат нарушения эмбрионального развития, вызванные разнообразной патологией дородового периода.

## Клиническая картина и диагностика
Сразу же после рождения появляется резкое нарушение дыхания, связанное с западением языка. Ребёнок беспокоен, выражена синюшность, на вдохе ребёнок хрипит с втяжениями грудной клетки. Из-за нарушения акта глотания во время кормления ребёнка может наступить удушье. Характерен внешний вид новорожденного — так называемое «птичье лицо», возникающее в связи с недоразвитием нижней челюсти (от слабо выраженного недоразвития до полного её отсутствия).
Наряду с типичной триадой (нижняя микрогнатия, глоссоптоз и расщелина нёба) у больных с синдромом Робена имеются и другие пороки развития (врождённая катаракта, миопия, пороки сердца, мочеполовой системы, аномалии развития грудины и позвоночника, а также полидактилия (присутствие лишних пальцев) и врождённое отсутствие конечностей). Умственное недоразвитие отмечается примерно у 20 % больных.
Диагноз основывается на клинических проявлениях этого синдрома.

## Лечение и профилактика
Лечение должно проводиться практически сразу после рождения. В лёгких случаях для профилактики нарушения дыхания достаточно держать новорожденного в положении лёжа на животе или вертикально, наклонив голову к груди. При кормлении нельзя держать ребёнка горизонтально из-за опасности попадания пищи в дыхательные пути и развития аспирационной пневмонии с последующим смертельным исходом.
При резко выраженной нижней микрогнатии (недоразвитие нижней челюсти и значительном смещении языка кзади) требуется выведение языка вперёд в физиологическое положение оперативным путём. В случаях средней степени тяжести подтягивают язык вперед и фиксируют его к нижней губе. В тяжелых случаях применяют трахеостомию или компрессионно-дистракционный остеосинтез.

#### Компрессионно-дистракционный остеосинтез
Лечение у новорожденных и младенцев проводится по жизненным показаниям.
На нижнюю челюсть с 2-х сторон устанавливаются аппараты, проводятся распилы челюсти между лапками аппаратов, и фрагменты челюсти плотно прижимаются друг к другу. Начиная с 5-6 суток после операции, фрагменты челюсти постепенно, со скоростью 1 миллиметр в сутки, разводятся аппаратами на необходимую величину. Между фрагментами кости образуется новая молодая кость — костная мозоль.
Самостоятельное дыхание становится возможным в среднем уже на 4-6 сутки дистракции, которая продолжается до достижения правильного соотношения челюстей. На самостоятельное питание ребёнок переводится, как правило, к моменту окончания дистракции или немного позже. Ребёнок выписывается с аппаратами на время (3 месяца) превращения костной мозоли в полноценную кость. Через 3 месяца — повторная госпитализация для удаления аппаратов.

#### Расщелина нёба
В более старшем возрасте (1—1,5 года) устраняют расщелину нёба. Показаны занятия с логопедом для установления правильной речи.
Существует альтернативный безоперационный метод, заключающийся в установке на верхнюю челюсть индивидуально изготовленной пластиковой платы. Плата закрывает расщелину нёба и давит на корень языка, выдвигая его вперед.

### Профилактика
Профилактика заключается в исключении всех неблагоприятных факторов в дородовом периоде развития ребёнка.